# Kadripura, Mulbagal
Kadripura là một làng thuộc tehsil Mulbagal, huyện Kolar, bang Karnataka, Ấn Độ.